# Terasa kavárny v noci
Terasa kavárny v noci či Noční kavárna je olejomalba Vincenta van Gogha. Gogh obraz namaloval v polovině září roku 1888 a prvně vystavoval roku 1891 pod názvem Café, le soir. Vytvořil ho ve francouzském městě Arles. Předlohou byla konkrétní kavárna na tamním náměstí Place du Forum. Místo bylo v letech 1990 až 1991 zrekonstruováno, aby se znovu podobalo výjevu na Goghově obrazu. Vybudovaná kavárna se k umělcově poctě nazývá Le Café La Nuit. Po dokončení obrazu napsal malíř dopis své sestře, ve které scénu spojil s úvodem románu Miláček od Guy de Maupassanta popisujícím osvětlené kavárny na pařížském bulváru. "Je to něco jako tentýž námět," uvedl van Gogh v dopise. Protože postav na terase je dvanáct, někteří historici umění tvrdí, že obraz je Goghovou osobitou variací na novozákonní motiv poslední večeře. Jedná se o první obraz, ve kterém Gogh použil hvězdné pozadí, které ho později značně proslavilo, zejména díky obrazu Hvězdná noc, který namaloval asi rok po Kavárně. V dopise sestře vyjádřil nadšení, že konečně objevil, že má noční oblohu malovat modře a na obraze zcela vynechat černou – snad tak učinil na radu Pissara. Zmiňuje též, že obraz namaloval opravdu v noci. Dílo se v současnosti nachází ve sbírkách Muzea Kröllerové-Müllerové v nizozemském Otterlo.